# Самохіна Ганна Назарівна
Ганна Назарівна Самохіна (12 лютого 1919, Оленинське, Сумський повіт, Харківська губернія — 23 травня 1994, Оленинське, Сумська область, Україна) — передовик радянського сільського господарства. Герой Соціалістичної Праці.

## Біографія
Народилась в селі Оленинське (тепер Охтирського району Сумської області). Змалку працювала на колгоспному, а згодом — радгоспному полі. У післявоєнні роки очолювала жіночу ланку, яка займалась вирощуванням зернових культур та цукрових буряків при радгоспі Чупахівського цукрокомбінату
За високий урожай жита (31,1 центнер з кожного із 22 гектара посіву) Указом Президії Верховної Ради СРСР у 1949 році було присвоєно звання Героя Соціалістичної Праці.
Була одружена, виховувала доньку.
Померла 23 травня 1994 року. Похована на Оленинському кладовищі.

## Нагороди
- Орден Леніна;
- Герой Соціалістичної Праці.